# Vering & Waechter

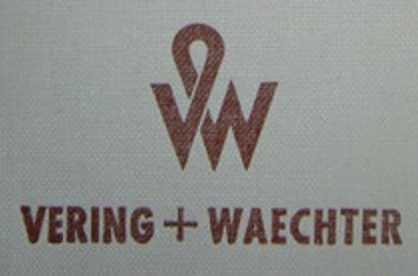
Logo de la société Vering & Waechter

La société de construction et d'exploitation de chemins de fer Vering & Waechter ((de) Eisenbahn Bau- und Betriebsgesellschaft Vering & Waechter GmbH & Co. KG) a été fondée le 3 novembre 1885 à Berlin. Afin de permettre d'étendre son activité, cette société a fondé, avec deux banques, la Deutsche Eisenbahn-Betriebsgesellschaft AG (DEBG).
Vering & Waechter ont été propriétaires et exploitant d'une quarantaine de chemins de fer secondaires sur l'ensemble du territoire allemand, mais la majorité de leurs lignes se situaient dans le grand-duché de Bade et l'Alsace-Lorraine (partie intégrante de l'Allemagne entre 1871 et 1914). Dans le guide horaire de 1940, deux lignes seulement sont encore attribuées à Vering & Waechter : 
- le Neukölln-Mittenwalder Eisenbahn (NME)
- le Königs Wusterhausen-Mittenwalde-Töpchiner Kleinbahn (KMTE)

Ces deux lignes à voie normale étaient situées à cheval sur le territoire de Berlin et du Land de Brandebourg.
Compte tenu de la situation politique à Berlin Est et dans le Land de Brandebourg après la fin de la Seconde Guerre mondiale, seule la partie de la ligne du NME située dans le périmètre de Berlin Ouest resta propriété de Vering & Weachter, qui l'exploita jusqu'au 1er janvier 1980.
Depuis, la société Vering & Waechter se consacre exclusivement à la construction.

## Principales lignes construites et/ou exploitées

### En France
- Ligne de Rosheim à Saint-Nabor (Bas-Rhin)
- Ligne Ottrott - Obernai - Erstein (Bas-Rhin)
- Ligne de Thionville à Mondorf-les-Bains (Moselle et Luxembourg)
- Tramways de la Fensch (Moselle)
- Ligne de Novéant à Gorze (Moselle)

### Dans leGrand-Duché de Bade
- Ligne Müllheim - Badenweiler ( Allemagne Bade-Wurtemberg)
- Ligne du Rhin à Ettenheimmünster

### Ailleurs en Allemagne
- Ligne du Rhin à Ettenheimmünster